# Christie (Name)
Christie ist ein englischer Familienname, der auch als Vorname vorkommt.

## Herkunft und Bedeutung
Es ist ein patronymischer Name mit der Bedeutung „Sohn von Christian“ oder „Sohn von Christopher“. Als Vorname ist es eine Variante von Christian oder Christin.

## Namensträger

### A
- Agatha Christie (1890–1976), britische Schriftstellerin
- Al Christie (1881–1951), kanadischer Filmschaffender
- Alan Christie (19052002), kanadischer Sprinter
- Alexander Christie (1848–1925), US-amerikanischer Geistlicher
- Amalie Christie (1913–2010), norwegische Pianistin, Klavierpädagogin und Anthroposophin
- Audrey Christie (1912–1989), US-amerikanische Schauspielerin

### B
- Bob Christie (1924–2009), US-amerikanischer Autorennfahrer

### C
- Cam Christie (* 2005), US-amerikanischer Basketballspieler
- Charles Christie (1880–1955), kanadisch-US-amerikanischer Unternehmer, Filmregisseur und Filmproduzent
- Chris Christie (* 1962), US-amerikanischer Politiker
- Christian Christie (1832–1906), norwegischer Architekt
- Cyrus Christie (* 1992), irischer Fußballspieler

### D
- David Christie (Politiker) (1818–1880), kanadischer Politiker
- David Christie (Fußballspieler) (1885–??), schottischer Fußballspieler
- David Christie (Sänger) (geb. Jacques Pépino; 1948–1997), französischer Popsänger
- David A. Christie (* 1945), britischer Ornithologe
- Doug Christie (* 1970), US-amerikanischer Basketballspieler

### E
- Elise Christie (* 1990), britische Shorttrackerin

### F
- Finlay Christie (* 1995), neuseeländischer Rugby-Union-Spieler
- Freya Christie (* 1997), britische Tennisspielerin

### G
- Gabriel Christie (1756–1808), US-amerikanischer Politiker
- George Christie (1934–2014), britischer Opernfestspielleiter
- Gwendoline Christie (* 1978), britische Schauspielerin

### H
- Henrietta Christie (* 2002), neuseeländische Radrennfahrerin

### I
- Ian Christie (Musiker) (1927–2010), britischer Klarinettist und Autor
- Ian Christie (Medienwissenschaftler) (* 1945), britischer Medienwissenschaftler
- Ian Ralph Christie (1919–1998), britischer Historiker

### J
- James Christie (1730–1803), britischer Auktionator und Gründer des Auktionshauses Christie’s
- Jason Christie (Eishockeyspieler) (* 1969), kanadischer Eishockeyspieler und -trainer
- Jason Christie (Radsportler) (* 1990), neuseeländischer Radrennfahrer
- Jeff Christie (Musiker) (* 1946), britischer Musiker, siehe Christie (Band)
- Jeff Christie, Pseudonym von Rush Limbaugh (1951–2021), US-amerikanischer Radiomoderator und Entertainer
- Jeff Christie (Rennrodler) (* 1983), kanadischer Rennrodler
- Jeremy Christie (* 1983), neuseeländischer Fußballspieler
- John Christie (Mäzen) (1882–1962), britischer Grundbesitzer, Philanthrop und Opernmäzen
- John Christie (Serienmörder) (1899–1953), britischer Serienmörder
- John Christie (Musiker), britischer Musiker
- John Walter Christie (1865–1944), US-amerikanischer Automobilrennfahrer, Ingenieur, Erfinder und Unternehmer
- Jonatan Christie (* 1997), indonesischer Badmintonspieler
- Julianne Christie, kanadische Schauspielerin
- Julie Christie (* 1940), britische Filmschauspielerin

### K
- Keith Christie (1931–1980), britischer Jazz-Posaunist
- Kitch Christie (1940–1998), südafrikanischer Rugby-Union-Trainer

### L
- Linford Christie (* 1960), britischer Leichtathlet
- Lou Christie (1943–2025), US-amerikanischer Sänger und Songwriter
- Lyn Christie (1928–2020), australischer Jazz-Bassist, Bandleader und Hochschullehrer

### M
- Malcolm Christie (* 1979), englischer Fußballspieler
- Max Christie (* 2003), US-amerikanischer Basketballspieler
- Melusi Christie (* 1986), eswatinischer Fußballspieler
- Michael Christie (Dirigent) (* 1974), US-amerikanischer Dirigent
- Michael Christie (Schriftsteller) (* 1976), kanadischer Schriftsteller
- Mike Christie (Michael Hunt Christie; 1949–2019), US-amerikanischer Eishockeyspieler
- Morven Christie (* 1979), schottische Schauspielerin
- Moss Christie (1901–1978), australischer Schwimmer
- Mylla Christie (* 1971), brasilianische Schauspielerin und Sängerin

### N
- Nils Christie (1928–2015), norwegischer Kriminologe

### P
- Perry Christie (* 1943), Politiker und Premierminister Bahamas

### R
- Richard Copley Christie (1830–1901), britischer Jurist, Historiker, Bibliophiler und Romanist
- Ryan Christie (Eishockeyspieler) (* 1978), kanadischer Eishockeyspieler
- Ryan Christie (Fußballspieler) (* 1995), schottischer Fußballspieler

### S
- Samuel Hunter Christie (1784–1865), britischer Wissenschaftler
- Stuart Christie (1946–2020), schottischer Anarchist

### T
- Tony Christie (* 1943), britischer Schlagersänger

### W
- Warren Christie (* 1975), kanadischer Schauspieler
- Werner Christie (* 1949), norwegischer Politiker und Mediziner
- Wilhelm Frimann Koren Christie (1778–1849), norwegischer Jurist und Politiker
- William Christie (* 1944), französisch-amerikanischer Dirigent und Cembalist
- William Christie (Astronom) (1845–1922), britischer Astronom

## Vorname
- Christie Benet (1879–1951), US-amerikanischer Politiker
- Christie Brinkley (* 1954), US-amerikanisches Fotomodell und Schauspielerin
- Christie Golden (* 1963), US-amerikanische Schriftstellerin
- Christie Hefner (* 1952), US-amerikanische Unternehmerin
- Christie Albert Macaluso (* 1945), Weihbischof in Hartford
- Christie Rampone (* 1975), US-amerikanische Fußballspielerin